# Josep Coll (escultor)
Josep Coll, Han Coll de nom artístic (Montferrer o Perpinyà, 18 d'agost del 1870 - Perpinyà, 26 d'abril del 1934), va ser un artista, escultor i pintor vallespirenc.

## Biografia
Fill d'un ferrer de poble, fou de formació autodidacta. Exercí de professor de dibuix als Banys d'Arles i a l'"Institution catholique Saint Louis de Gonzague" de Perpinyà, i fins a la mort continuà amb la tasca didàctica; havia estat nomenat "Oficial de la Instrucció Pública" el 1923. Participà en la revitalització de l'ambient rossellonès de la mà d'Albert Bausil, a qui donà la rèplica en obretes teatrals escrites i dirigides per aquest. En aquesta faceta, també participà en algunes altres representacions d'aficionats, i hom li deu una comèdia: Coll, Han. Un malentendu. Comédie en un acte.  Perpinyà: imprimerie catalane, s.a. (entre 1916 i 1919)..
Va ser autor de medallons de finor, estatuetes i d'escultures però també construccions efímeres com figures i carrosses de Carnaval. Obra seva fou el bust d'Albert Saisset Oun tal (instal·lat el 1923 a la Plaça Terrús de Perpinyà), el de Léon Dieudé (situat al cementiri de Sant Martí de Perpinyà) i diversos monuments als morts de la Primera Guerra Mundial. També es dedicà a la pintura i a la imatge, on en conreà diverses disciplines: el disseny, l'aquarel·la, el paisatgisme o els retrats. Pintà per al baró Després diversos plafons decoratius per al seu apartament.

Als Jocs Florals de Tolosa del 1934 hom l'atorgà el premi triennal "Clement de Lacroix-Barréra", dotat amb mil francs, "pour l'ensemble de son oeuvre"; en la memòria d'adjudicació, i després de presentar-lo com a escultor, s'afegia: 
| « | Il faudrait y joindre, pour donner une figure complète de Han Coll, que celui-ci est également poète, journaliste, professeur d'art, peintre, acteur au besoin et qu'il sert de toutes façons, avec un égal talent, noble, sincère et fort, la tradition catalane. | » |
| — | |   |

Modernament s'ha definit l'artista com a "timide, maladif, foncièrement honnête et probe, fidèle en amitié et dans ses convictions les plus intimes" (ressenya de Terra Nostra  Arxivat 2013-09-25 a Wayback Machine. al llibre de Jean-Marie Rosesntein).

## Selecció d'obres
- Creu del bisbe Patau (1925), en grenats[17]
- Grup escultòric per a la porta monumental del "Syndicat Professionnel et Agricole des Pyrénées-Orientales" (1910)[7]«Le Midi Socialiste». Arxivat de l'original el 2016-03-05. [Consulta: 1r setembre 2013].
- Maternité, estàtua presentada al "Salon d'automme" del 1912 i adquirida pel govern  (ressenya de Jacques Planes, a la Revue catalane Arxivat 2016-03-03 a Wayback Machine.)
- Monument a l'Île-d'Aix «(Bulletin de la Société de géographie de Rochefort-sur-Mer)».
- Monument als morts de la Institució Sant Lluís Gonçaga (a la plaça St. Louis de Gonzague, a Perpinyà)[15][17]«(BULLETIN PERIODIQUE DES ANCIENS ELEVES DE SAINT LOUIS ANNEE 2003)».
- Monument Aux morts pour la patrie de Vilanova de la Ribera (1925)[15]«Enllaç». Arxivat de l'original el 2013-06-13. [Consulta: 1r setembre 2013].
- Monument Palalda, a ses enfants glorieux morts pour la France 1914-1918 (1923), Els Banys i Palaldà[15]
- Monument Ville de Bages aux morts pour la France 1914-1918 (1921?), a Bages[15]«Enllaç».
- Monument La ville de Prats-de-Mollo a ses enfants morts pour la France (1923), a Prats de Molló[15]«Enllaç».
- Monument de Léon Dieudé[18] (1908), al cementiri de Sant Martí de Perpinyà «Enllaç».
- Monument Oun Tal [Albert Saisset] (1923), bust «Veu de Catalunya, La. Any 33, nÃºm. 8569-8579 (16-30 nov. 1923) :: Veu de Catalunya (1921-1937), La». Arxivat de l'original el 2016-03-03. [Consulta: 1r setembre 2013].«Enllaç». Arxivat de l'original el 2016-03-03. [Consulta: 1r setembre 2013].
- Portrait de M. B.L..., bust presentat al "Salon" del 1913 (Flaquer, Pagès (1986))
- Pudeur, estatueta presentada al "Salon" del 1913 (Flaquer, Pagès (1986))